# Monascus ruber
Monascus ruber är en svampart som beskrevs av Tiegh. 1884. Monascus ruber ingår i släktet Monascus och familjen Monascaceae.   Inga underarter finns listade i Catalogue of Life.